# انا کلاشنیکووا
انا کلاشنیکووا (انگلیسی: Anna Kalashnikova؛ زادهٔ ۲۰ نوامبر ۱۹۷۲) بازیکن والیبال اهل اوکراین است.